# Armando Husillos
Armando Mario Husillos (Morón, 5 febbraio 1959) è un allenatore di calcio ed ex calciatore argentino.
Diventa calciatore professionista nel 1977 tra le file del Boca Juniors. Ha poi giocato nel Loma Negra, nel San Lorenzo e nel Club Estudiantes de La Plata nell'Argentina; e nel  Cádiz Club de Fútbol, nel Real Murcia Club de Fútbol, nel Club Deportivo Tenerife, nel Málaga Club de Fútbol e nel Cartagena FC in Spagna.
È stato allenatore del Club Almagro e del Real Murcia Club de Fútbol.

## Palmarès

### Giocatore

#### Club

##### Competizioni internazionali
- Coppa Libertadores: 2

Boca Juniors: 1977, 1978
- Coppa Intercontinentale: 1

Boca Juniors: 1977

#### Individuale
- Capocannoniere del campionato argentino: 1

Nacional 1983 (11 reti)